# Norse
Norse je drugi EP norveškog black metal-sastava Kampfar. EP je u srpnju 1998. godine objavila diskografska kuća Hammerheart Records.

## Popis pjesama
Tekstovi: Dolk. 
| 1.    | »Norse«  | 5:31 |
| 2.    | »Troll«  | 5:13 |
| 3.    | »Tæring« | 1:20 |
| 12:04 |          |      |

## Zasluge
Kampfar
- Dolk – vokali, bubnjevi, mastering
- Thomas – gitara, bas-gitara

Ostalo osoblje
- Per Arne Hovland – fotografija
- Dagoh – ilustracije, naslovnica, dizajn
- Fridtjof – inženjer zvuka, mastering
- Fredrik Kjølner – inženjer zvuka
- Mikkel Schille – mastering